# Florbela
Florbela é um filme português de género drama biográfico de 2012, escrito e realizado por Vicente Alves do Ó e produzido por Pandora da Cunha Telles e Pablo Iraola. O filme foi editado numa minissérie intitulada Perdidamente Florbela, para ser exibida na RTP1. Esta obra é protagonizada por Dalila Carmo, Ivo Canelas e Albano Jerónimo. e inspirada na vida da poetisa portuguesa Florbela Espanca, a partir do seu período de crise literária.
O filme Florbela estreou em Portugal no dia 8 de março de 2012 e no Brasil no dia 1 de maio de 2014, e a minissérie Perdidamente Florbela foi transmitida a partir de 26 de dezembro de 2012, na RTP1.

## Produção
O guião de Vicente Alves do Ó chegou a ter o título provisório de ‘A Flor mais Bela’, tal como noticiado em abril de 2011.
A complexidade da personagem de Florbela Espanca levou Dalila Carmo a pesquisar lendo «os poemas dela e a biografia escrita pela Agustina Bessa-Luís e vou ter aulas com a Glória de Matos para melhor contextualizar a personagem».
Vicente Alves do Ó defendeu como primeira previsão de data de estreia do filme o dia 8 de dezembro de 2011, por ser a data de nascimento e morte de Florbela Espanca. No entanto, Florbela teve antestreia mais tarde, no dia 28 de fevereiro, no Cinema São Jorge, em Lisboa, com todo o elenco e equipa técnica, e viria a estrear em sala no dia 8 de março de 2012. Tal como havia sucedido com 'Filme do Desassossego', de João Botelho, Florbela, esteve em digressão por Portugal, após a sua estreia comercial, por 54 cidades, de Norte a Sul e ainda ilhas dos Açores e Madeira.  
Perdidamente Florbela, a versão do filme editada numa minissérie de três episódios, estreou na RTP no dia 26 e manteve-se na grelha até ao dia 28 de dezembro de 2012, no horário das 21h25m. A RTP1 voltaria a repor os episódios a partir de 28 de abril de 2013.

## Sinopse
A alma inquieta de Florbela não é conciliável com a vida de dona de casa e esposa na província, ela não está a conseguir escrever nem amar. Ao receber uma carta do seu adorado irmão Apeles, um oficial da Aviação Naval, Florbela decide ir ter com ele a Lisboa em busca de inspiração. Na capital, ela pode enfim conhecer tudo o que desejava: amantes, festas, revoltas populares,... Embora o marido tente resgatá-la para a normalidade e o seu irmão tenha falecido num acidente aéreo, Florbela sente que encontrou o seu lugar. Assim surge a inspiração para os seus maiores poemas.

## Elenco e personagens

### Principais
- Dalila Carmo, como Florbela Espanca.
- Ivo Canelas, como Apeles Espanca.
- Albano Jerónimo, como Mário Lage.
- José Neves, como António.

### Elenco adicional
- António Fonseca, como João Espanca.
- Maria Ana Filipe, como Adelaide.
- Anabela Teixeira, como Júlia Alves.
- Beatriz Leonardo, como Florbela (8 anos).
- Graciano Dias, como Alberto.
- Carmen Santos, como Henriqueta (1923).
- Marques D'Arede, como Sr. Lage.
- Rita Loureiro, como Sophia de Arriaga.
- Miguel Ferreira, como Doutor.

## Minissérie
O filme conta também com uma versão mais longa para a televisão, no formato de minissérie com três episódios. Intitulada Perdidamente Florbela, a minissérie foi exibida na RTP1 nos dias 26 a 28 de dezembro de 2012, a partir das 22h25m.

### Sinopse geral
Na página oficial da RTP pode ler-se a seguinte sinopse: «O retrato íntimo de Florbela Espanca. A história de uma mulher apaixonada e que apaixonou.
«Florbela Espanca é um dos vultos mais importantes da poesia portuguesa do século XX. A sua história pode ser contada com ou sem escândalo, ou fascinação pelo escândalo, mas será sempre a história de uma mulher apaixonada e que apaixonou. Reinventou o conceito de ser poeta, hoje em dia indissociável da música dos Trovante que todos sabemos de cor, “E dizê-lo a toda a gente”. Esta série é o retrato íntimo de Florbela: Uma vida cheia de sofrimento, mas uma poesia que se eternizou pelo seu encanto nunca longe da sensualidade.»

### Lista de episódios
| Episódios | Episódios | Transmissão Original   | Transmissão Original   | Dia da Semana              | Audiências                 |
| Episódios | Episódios | Estreia de Temp.       | Final de Temp.         | Dia da Semana              | Audiências                 |
| --------- | --------- | ---------------------- | ---------------------- | -------------------------- | -------------------------- |
|           | 3         | 26 de dezembro de 2012 | 28 de dezembro de 2012 | Quarta-feira a Sexta-feira | 2,6% (rating) 5,1% (share) |

Abaixo, estão listados os episódios de Perdidamente Florbela, exibidos entre 26 e 28 de dezembro de 2012:
| Título | Argumento          | Realização         | Transmissão Original   | Rating |
| --- | ------------------ | ------------------ | ---------------------- | ------ |
| Episódio n.º 1 | Vicente Alves do Ó | Vicente Alves do Ó | 26 de dezembro de 2012 | 3,0%   |
| 1894. Florbela nasce na pequena vila alentejana de Vila Viçosa. Filha de mãe solteira, quando completa poucos anos de vida é tirada dos braços da mãe pelo pai, João, e levada para uma nova vida. A infância é marcada pelos livros, a vontade de escrever e o irmão Apeles que cresce a seu lado e sob o olhar cuidado da madrasta, Mariana. Anos mais tarde, Florbela conhece aquele que viria a ser o primeiro marido, Alberto. O casamento é marcado, mas a vida a dois não satisfaz uma mulher que questiona tudo. Dá aulas, vive aqui e ali, percorrendo o sul do país, até que uns poemas publicados num jornal de Lisboa revolucionam a cabeça da jovem poetisa. Em 1919 publica o primeiro livro com a ajuda do pai, divorcia-se para escândalo local e muda-se para Lisboa onde conhece o segundo marido, António, militar de carreira e que a levaria novamente para longe do bulício da capital. Mas este segundo casamento acaba em fracasso e a violência das palavras transforma-se em violência física. No rescaldo deste período menos feliz, Florbela conhece Mário Lage, abandona a escrita e prepara-se para uma nova etapa na sua vida. |                    |                    |                        |        |
| |                    |                    |                        |        |
| Episódio n.º 2 | Vicente Alves do Ó | Vicente Alves do Ó | 27 de dezembro de 2012 | 2,7%   |
| Estamos em 1925. Florbela abandona a casa onde vivia com o segundo marido e instala-se na vida do terceiro - Mário Lage. É um período difícil. A família dela - pai e irmão - não viram com bons olhos o segundo divórcio e cortam relações com ela. Entretanto, a vida em Matosinhos é calma, demasiado calma para uma mulher com sede de viver e uma carta de Apeles vem destabilizar tudo. O irmão mais novo de Florbela pede-lhe que o visite em Lisboa. Tem quatro dias de licença e podem assim fazer as pazes e retomar a proximidade que sempre tiveram. Florbela faz uma mala e parte, à procura do irmão, da vida, da adrenalina que deixou para trás quando casou com Mário. Em Lisboa, o reencontro é poderoso e Florbela está disposta a esquecer, por alguns dias, a sua vida no Norte do país. Mas a visita intempestiva de Mário perturba-a e este triângulo de vontades só pode correr mal. E corre ainda pior quando Florbela percebe que o irmão nunca irá desistir da carreira de piloto-aviador que ela tanto teme e que, o seu instinto feminino não para assombrar.                                                                    |                    |                    |                        |        |
| |                    |                    |                        |        |
| Episódio n.º 3 | Vicente Alves do Ó | Vicente Alves do Ó | 28 de dezembro de 2012 | 2,0%   |
| Apeles morre num desastre de avião em pleno Tejo e Florbela cai numa espiral de loucura e sofrimento que a levam ao internamento. Mas a morte também serve para ajustar contas com a vida e Florbela, recuperada, decidida, faz uma mala e parte para Vila Viçosa, o lugar onde tudo começou e reencontra o passado: o pai, o primeiro marido, a biblioteca e os livros onde escreveu pela primeira vez, a paisagem alentejana. Neste seu regresso ela tenta, pela última vez, encontrar-se a si mesma. Mas nem tudo é simples, nem a vida lhe dá todas as respostas. A morte de Apeles foi e é um rude golpe na sua estabilidade e Florbela equaciona a sua própria vida. Até que um momento de desespero a faz reconsiderar tudo até mesmo o seu destino. E diante do fantasma do irmão e do amor que lhe tem, ela decide, mergulhar uma última vez e voltar a escrever. Mais não seja, escrever o irmão e assim vencer a morte que o levou. |                    |                    |                        |        |
| |                    |                    |                        |        |

## Receção

### Audiências
Florbela, de Vicente Alves do Ó, foi o filme nacional mais visto de 2012, ultrapassando os 21 mil espectadores em sala no fim de semana de estreia, gerando uma receita de 92.000€. Em sala, o filme viria a gerar uma receita de 174.543,51€.
A sua transmissão na RTP1 encontrou uma audiência modesta. O episódio de estreia de Perdidamente Florbela foi o oitavo programa da RTP mais visto do dia, com 3,0% de rating e 5,9% share.

### Prémios e nomeações
Caminhos do Cinema Português de 2012 (Portugal)
| Categoria                                 | Resultado |
| ----------------------------------------- | --------- |
| Melhor filme                              | Venceu    |
| Melhor atriz — Dalila Carmo               | Venceu    |
| Melhor som — Jaime Barros e Elsa Ferreira | Venceu    |
| Melhor caracterização — Abigail Machado   | Venceu    |

Festival de Cinema de Bogotá de 2013 (Colômbia)
| Categoria                                       | Resultado |
| ----------------------------------------------- | --------- |
| Melhor filme, Círculo Precolombino de Ouro      | Venceu    |
| Melhor realizador, Círculo Precolombino de Ouro | Venceu    |

Globos de Ouro de 2013 (Portugal)
| Categoria                   | Resultado |
| --------------------------- | --------- |
| Melhor atriz — Dalila Carmo | Venceu    |
| Melhor filme                | Indicado  |

Prémios Sophia de 2013 (Portugal)
| Categoria                                              | Resultado |
| ------------------------------------------------------ | --------- |
| Melhor atriz — Dalila Carmo                            | Venceu    |
| Melhor atriz secundária — Anabela Teixeira             | Venceu    |
| Melhor realizador — Vicente Alves do Ó                 | Venceu    |
| Melhor fotografia — Luís Branquinho                    | Venceu    |
| Melhor som — Jaime Barros, Tiago Matos e Elsa Ferreira | Venceu    |
| Melhor guarda-roupa — Sílvia Grabowski                 | Venceu    |
| Melhor filme                                           | Indicado  |
| Melhor ator principal — Albano Jerónimo                | Indicado  |
| Melhor ator principal — Ivo Canelas                    | Indicado  |
| Melhor ator secundário — António Fonseca               | Indicado  |
| Melhor argumento original — Vicente Alves do Ó         | Indicado  |
| Melhor direção artística — Sílvia Grabowski            | Indicado  |
| Melhor som — Guga Bernardo                             | Indicado  |
| Melhor caracterização — Abigail Machado e Mário Leal   | Indicado  |
| Melhor montagem — João Braz                            | Indicado  |

## Merchandising

### DVD
O dia 18 de novembro  de 2012 marcaria o lançamento do DVD de Florbela, editado pela Alambiquede.  A versão integral do filme em DVD foi também distribuída pelo jornal Público a 14 de novembro de 2012.
| Especificações                                                                 | Conteúdos                         | Data de Lançamento             |
| ------------------------------------------------------------------------------ | --------------------------------- | ------------------------------ |
| - 1 disco - Vídeo: Anamórfico 16:9 - Áudio: Português Dolby Digital 2.0 Stereo | - 114 minutos - Estras: Making of | Zona 2: 18 de novembro de 2012 |

### Florbela, Apeles e eu
O cineasta Vicente Alves do Ó escreveu o livro "Florbela, Apeles e eu", o seu segundo romance, apresentado em julho de 2014, onde conta a história de Florbela Espanca de uma forma mais extensa do que pôde no filme Florbela.
Sinopse: Florbela Espanca casa pela terceira vez. É mulher, nora, irmã, filha, amiga. É tudo, menos poeta. Vive entre a realidade de Matosinhos e a ficção de uma outra existência que abandonou no papel. E todos os dias se questiona, todos os dias é real na sua guerra privada entre aquilo que os outros querem e aquilo que ela ambiciona. É neste intervalo mágico e possível que o autor se revela. É neste período entre o casamento com o Doutor Lage e a morte do irmão Apeles que tudo acontece, numa viagem ao mais íntimo poema de uma mulher que viveu fora do corpo, fora do género, acima do chão, rasgando a condição e tentando sempre encontrar uma verdade que nunca chegou. Ou será que chegou? Nesta viagem iniciática, Florbela, Apeles e o autor questionam tudo ou questionam a existência pura do sonho e da vida - como se todos nós fossemos feitos do desejo, da dor e dessa constatação trágica de não saber viver.